# Gueorgui Vinogràdov
Gueorgui Pàvlovitx Vinogràdov, rus: Гео́ргий Па́влович Виногра́дов, Artista honrat de la RSFSR, (16 de novembre [C.J. 3 de novembre] de 1908 –  11 de novembre de 1980) fou un tenor rus i soviètic molt popular durant la Segona Guerra Mundial. Cantà a Ràdio Moscou, feu diversos enregistraments i fou solista amb el Cor de l'Exèrcit Roig.

## Biografia
Nascut a Kazan. Va començar la seva carrera com a músic relativament tard. Abans d'estudiar música, va ingressar a l'escola de comunicacions militars que portava el nom de V. N. Podbelsky.
El 1931 es va graduar a l'Eastern Music College de Kazan a la classe de viola amb A. A. Litvinov, el 1937 va estudiar al Tatar Opera Studio del Conservatori de Moscou amb N. G. Raisky, després va millorar amb M. L. Lvov.

Des de 1937 - solista de la ràdio All-Union. La popularitat de Vinogradov va començar a créixer després que guanyés un premi al Primer Concurs de Vocal de la Unió al gener de 1939. El compositor Vano Muradeli va parlar del concursant Georgy Vinogradov:
| « | <"Aquest jove cantant està dotat de moltes qualitats meravelloses. En primer lloc, és un cantant intel·ligent que coneix bé els seus recursos vocals i no intenta mai superar els seus límits."> | » |

Després d'això, el 1939, Vinogradov es va convertir en solista a l'URSS State Jazz sota la direcció de V. N. Knushevitsky. La cantant va interpretar cançons romàntiques, clàssiques, líriques i de ball. Extremadament populars just abans de la guerra van ser els tangos de E. M. Rosenfeld "I Love" i "My Happiness", publicats en gran nombre en discos fonògrafs. Vinogradov va ser un dels primers intèrprets de la cançó "Katyusha" de Matvei Blànter. El 1940-1941, Vinogradov va actuar als millors restaurants de Moscou, demostrant novetats musicals.
Amb l'inici de la Gran Guerra Pàtria, va sol·licitar la mobilització i l'enviament al front, però, va ser acceptat al servei de grups musicals militars, des de 1941, a l'orquestra del Comissariat de Defensa del Poble sota la direcció de S. A. Chernetsky, des de 1943 - al conjunt de cançons i danses de l'exèrcit soviètic sota el lideratge d'A. V. Alexandrov, el 1951-1963 - l'Associació de concerts i gires d'arreu de Rússia.

A la postguerra, Georgy Pavlovich va continuar la seva activitat concertística: va cantar a la ràdio, va fer una gira pel país i a l'estranger. Per a la gent gran que va sobreviure a la Gran Guerra Patriòtica, que va recordar els primers anys de la postguerra, la veu de Georgy Vinogradov és inseparable de les cançons més estimades que van néixer en aquella època i que ara s'han convertit en clàssics de les cançons soviètiques. L'any 1976, a la pregunta d'un corresponsal del diari Moskovsky Komsomolets: "De qui d'entre els compositors vau estar especialment a prop en aquells anys?" - va respondre George Pavlovich:
| « | <“Blanter, Bogoslovski, Mokrousov, Molchanov. Durant els anys de la guerra i més tard vam tenir una gran amistat creativa. Vaig ser el primer intèrpret de les seves cançons com "Al bosc prop del davant", "Les flors són bones a la primavera al jardí", "On ets, d'hora al matí". Sempre m'ha agradat treballar amb I. O. Dunaevsky. "School Waltz" és una de les nostres últimes col·laboracions".> | » |

Se sap que a la primera còpia de les notes d'aquesta cançó, el compositor va escriure: "Al primer intèrpret G.P. Vinogradov. Gràcies!" Des de 1963, Vinogradov va ensenyar al Taller Creatiu d'Art Varietat de tot Rússia, entre els seus estudiants hi ha artistes pop famosos com Valeri Leóntiev i Gennady Kamenny.
Va morir l'11 de novembre de 1980. L'urna amb les seves cendres va ser enterrada a Moscou al columbari del cementiri Vagankovsky.

## Creació
El seu repertori incloïa obres de Beethoven, Schubert, Schumann, Txaikovski, cançons populars russes, romanços antics. El primer intèrpret de moltes cançons de compositors soviètics, inclosa "School Waltz" de I. O. Dunaevsky, la cançó "Flowers Are Good in the Garden in Spring" de B. Mokrousov. Són àmpliament coneguts els enregistraments del conjunt de cançons i danses de la bandera vermella de l'exèrcit soviètic sota la direcció de B. A. Aleksandrov "Al bosc prop del davant", "Blat d'or" (M. Blanter - M. Isakovsky), "Nightingales" (V. P. Solovyov-Sedoy - A. Fatyanov), en què G. Vinogradov és el solista.

## Creativitat
La veu de Vinogradov és d'un tenor líric suau i agut, predominantment de cap, amb un gran rang. La veu i la manera de cantar de Vinogradov demostra l'estètica musical característica dels anys 30 i 40, amb un atac suau del so i l'ús del so de falset en el registre superior. En molts registres autèntics, la veu de Vinogradov sona anormalment alta. La manera de cantar és molt estricta, moderada, sovint severa, onírica o malenconiosa. Fins i tot alegre i lleuger en sentit i contingut, Vinogradov canta cançons amb calma i reflexió. El cantant penetra acuradament i profundament en el material musical i verbal de la cançó.
Va participar en la representació d'una sèrie d'òperes a la ràdio: les parts de Paolo (Frantxeska da Rimini de Serguei Rakhmàninov), Don Ottavio (Don Giovanni), Tamino (La flauta màgica), Wilhelm a Mignon d'Ambroise Thomas, a Philémon et Baucis de Charles Gounod.
La veu i l'estil de cant de Vinogradov van resultar molt adequats per a la interpretació de romanços russos de temes tristos i elegíacs. En la seva actuació, els romanços sonaven tristos i suaus, deixant una sensació de lleugera i lleugera tristesa. Vinogradov va gravar molts romanços en un duet amb els barítons G. Abramov, A. Ivanov i P. Kirichek, així com el baix M. Mikhailov.
Vinogradov va assolir la seva màxima popularitat durant la primera dècada de la postguerra.

## Discografia
Registres de fonografia

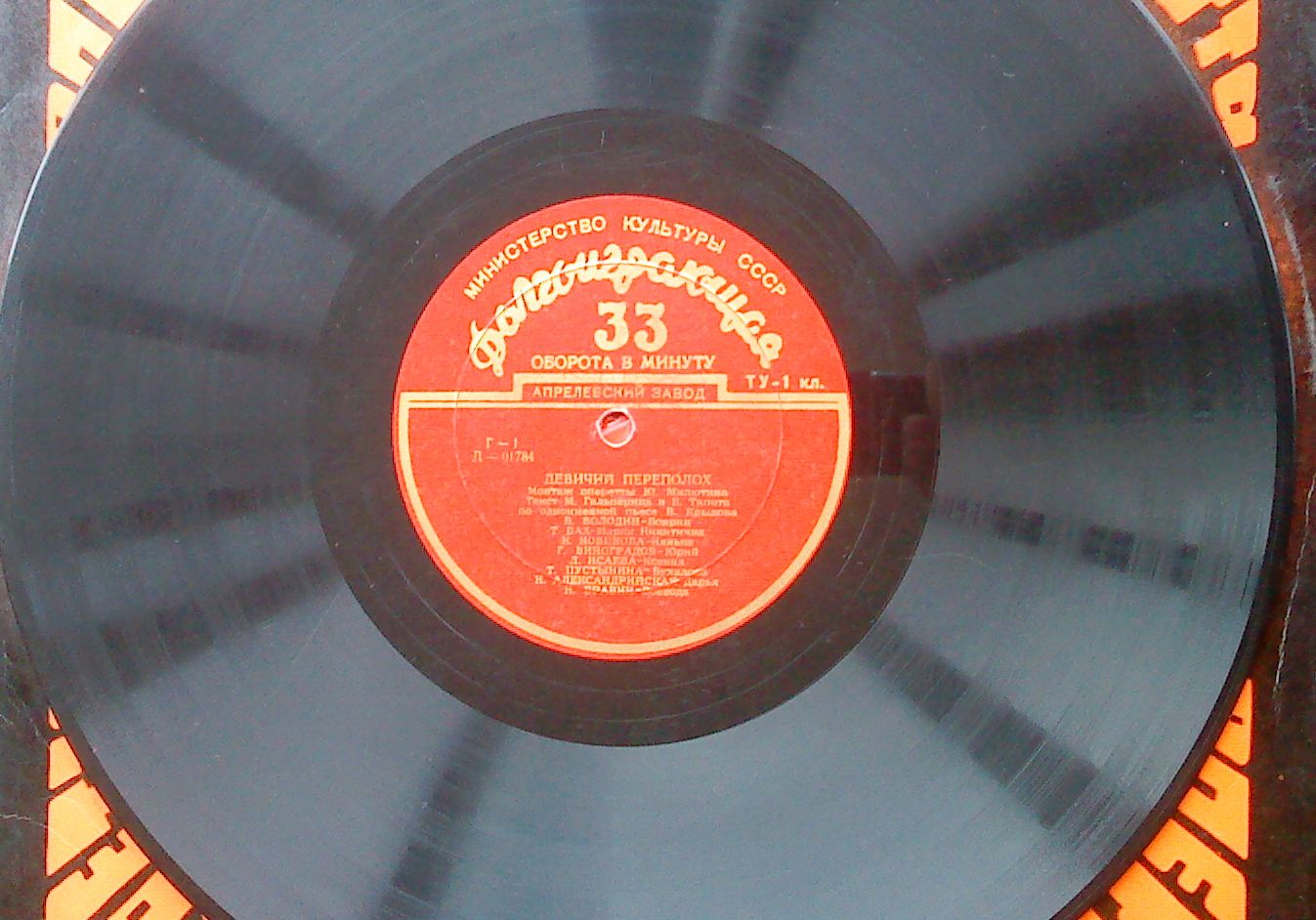
Vinogradov al registre de la fàbrica Aprelevka

- Georgy Vinogradov i Vladimir Nechaev - Al bosc prop del davant / Fa temps que no som a casa (planta d'Aprelevka - 12749 / 12906) (1945)
- Georgy Vinogradov - En un prat assolellat / Georgy Vinogradov i Vladimir Bunchikov - La primavera ens ha arribat al davant (planta d'Aprelevka - 11965 / 13180) (1945)
- Georgy Vinogradov i Vladimir Nechaev - Oh, carreteres / Nits de mariner (planta d'Aprelevka - 14617 / 14689) (1947)
- Georgy Vinogradov i Andrei Ivanov - No tornaràs / El sol brilla (planta d'Aprelevka - 15302-3) (1947)
- Georgy Vinogradov i Andrey Ivanov - Mariners / Vanka-tank (planta d'Aprelevka - 12746-7) (1951)
- Concert de G. P. Vinogradov (Aprelevka Plant - D-2105) (1954)
- P. Txaikovski. Fragments del ballet "El llac dels cignes" (Līgo - D-2590-91)
- Vals de primavera / Bona nit (Gramplastmass Artel - 8370-71)
- Eugeni Onegin. Aria de Lensky (planta d'Aprelevka - 11040-41)
- M'encanta / La meva felicitat (planta de Taixkent - 9271)
- Vals de primavera / Bona nit (planta de Leningrad - 15605)
- Tenim un casament a l'alberg / Beyond the River (Planta Aprelevka - 18520)
- Bedoll / La posta de sol daurada es va cremar (planta d'Aprelevka - 23418)
- Les flors al jardí són bones a la primavera / Corporal de vacances (planta d'Aprelevka - 16495)
- En un vaixell / Touchy (planta d'Aprelevka - 10227)
- Georgy Vinogradov - tenor (Melody - 33D-016667-8) (1965)
- Romanços antics (Melody - 33D-033855) (1973)
- Cançons líriques (Melody - D035407-08) (1987)
- Blat daurat (Melody - M60 47745) (1987)

## CD
Col·lecció daurada. Les millors cançons. la meva felicitat
- Romanços i cançons (Melody) (1991)
- Romanç rus (Bomba Music - BoMB 01-17) (2000)
- Grans intèrprets de Rússia del segle XX: Georgy Vinogradov (2001)
- Georgi Vinogradov - àries, duets, cançons (publicat als EUA, Guild - GHCD 2250/3) (2003)
- King of piercing tango (Grup de gràfics Axiom - AGG 2008-07/08) (2008)
- Branca lila (Augur — PZS99-01(11))[2]
- Romanç rus (Aquarius — AQVR360-2) (2011)
- Georgy Vinogradov - clàssic, mp3 (Agència - DISC-4229) (2013)
- Joves mariners 1939-1959 (Arca musical) (2014)
- Carretera 1939-1959 (Arca musical) (2014)
- Romanços i cançons (Aquarius - AQVR410-2) (2018)

## Mèrits
Laureat del 1r Concurs de Vocal de la Unió (1939).
Artista Honorat de la RSFSR (1949).